# ATP Антверпен 1986
1. ПЕРЕНАПРАВЛЕННЯ European Open 1986